# Кожушнер, Мортко Аврумович
Мортко Аврумович Кожушнер (22 января 1937, Новоград-Волынский — 30 сентября 2020, Москва, Россия) — российский физик-теоретик.
Окончил МИФИ, доктор физико-математических наук (1971). Один из ведущих специалистов Института химической физики им. Н. Н. Семёнова РАН. Работы в области физики поверхности твердого тела.
Читал лекции «Динамика элементарных химических процессов» на кафедре физики супрамолекулярных систем МФТИ.